# Белу-Оризонті (мікрорегіон)
Белу-Оризонті (порт. Microrregião de Belo Horizonte) — мікрорегіон в Бразилії, входить в штат Мінас-Жерайс. Складова частина мезорегіону Агломерація Белу-Оризонті. Населення становить 4 867 529 осіб на 2006 рік. Займає площу 5819,855 км². Густота населення — 836,4 ос./км².

## Склад мікрорегіону
До складу мікрорегіону включені наступні муніципалітети:
1. Белу-Оризонті
2. Бетін
3. Брумадінью
4. Каете
5. Конфінс
6. Контажен
7. Езмералдас
8. Ібірите
9. Ігарапе
10. Жуатуба
11. Лагоа-Санта
12. Матеус-Лемі
13. Маріу-Кампус
14. Нова-Ліма
15. Педру-Леополду
16. Рапозус
17. Рибейран-дас-Невіс
18. Ріу-Асіма
19. Сабара
20. Санта-Лузія
21. Сарзеду
22. Сан-Жоакін-ді-Бікас
23. Сан-Жозе-да-Лапа
24. Веспазіану

| Бразилія | Це незавершена стаття з географії Бразилії. Ви можете допомогти проєкту, виправивши або дописавши її. |